# خوان ماكسيمو مارتينيز
خوان ماكسيمو مارتينيز (بالإسبانية: Juan Máximo Martínez)‏ هو منافس ألعاب قوى مكسيكي، ولد في 1947.

## وصلات خارجية
- خوان ماكسيمو مارتينيز على موقع أوليمبيديا (الإنجليزية)